# Axel Springer (virksomhed)
Axel Springer SE, også kendt som Axel Springer Verlag, er en tysk mediekoncern, der udgiver 150 aviser og magasiner i 30 lande i Europa. Udover hovedmarkedet Tyskland har Axel Springer bl.a. aktiviteter i Ungarn, Polen, Tjekkiet, Rusland, Frankrig, Spanien og Schweiz. Virksomheden blev grundlagt af journalist Axel Springer i 1946/1947. I dag er den Europas største udgivervirksomhed og har i Tyskland en markedsandel på 23,6% af dagbladsmarkedet. Axel Springer er noteret på Frankfurter Wertpapierbörse.

## Historie
Axel Springer Verlag blev grundlagt i Hamburg i 1946 og udgav først Hörzu (1946), Hamburger Abendblatt (1948) og BildZeitung (1952). I 1953 købte virksomheden Die Welt GmbH med avisen Die Welt og ugebladet Das neue Blatt. I 1956 indviedes forlagshuset i Hamburg. Aktiemajoriteten i Ullstein-Verlag, der fra Vestberlin udgav B.Z. og Berliner Morgenpost, blev opkøbt i 1959. Axel Springer Verlag indviede sit nye domicil i Kreuzberg tæt ved Berlinmuren i 1966. Fra midten af 1950'erne arbejedede Axel Springer stærkt for Tysklands genforening og bygningen af det nye hovedkontor ved grænsen til Østberlin var et symbol herpå. 
Allerede i 1968 havde koncernen en betydelig markedsandel, men blandt de mest radikale af 68'erne kom det til voldsomme protester mod Springer, som man så som en fjende, da koncernen vendte sig mod den venstredrejning, der fandt sted i slutningen af årtiet. Særligt blev Springer-avisernes dækning af Vietnamkrigen set som en torn i øjet på mange studenter, der opfattede den som falsk og forudindtaget. Den erklærede antikommunist Axel Springer gjorde intet for at dæmpe gemytterne, men optrappede nærmere konflikten med udtalelser som "Man er imod kommunisme ligesom man er imod kræft". Studenteroprøreren Rudi Dutschke organiserede protestaktioner mod Springer-pressen, der svarede igen med en hetz mod Dutschke, der blev omtalt som en 'urostifter'. Kontroverserne kulminerede i 1972, da Rote Armee Fraktion gennemførte et bombeattentat mod Springers forlagshus i Hamburg. 
Forfatteren Heinrich Böll kom i bogen Die verlorene Ehre der Katharina Blum, der udkom i 1974, med en skarp kritik af boulevardpressen i Tyskland og dens omtale af studenteroprøret, Rote Armee Fraktion og de venstreradikale. Bogen var baseret på personlige erfaringer. Böll havde i 1972 offentliggjort artiklen Will Ulrike Meinhof Gnade oder freies Geleit?. Springer svarede igen med artikler om Bölls søns angiveligt kriminelle aktiviteter. Sønnen skulle have forsynet RAF-medlemmer med pas. Bild skrev også om en ransagning af Bölls hjem før den overhovedet var fundet sted. Böll brugte også anledningen til at kritisere forbindelserne mellem Springer-aviserne og politi- og anklagemyndigheden.
Günter Wallraff gennem årtier været en af Springer-koncernens fremmeste kritikere, særligt i forhold til Bild. Han arbejdede undercover på avisen under dæknavnet Hans Esser og publicerede sine oplevelser af avisens arbejdsmetoder i bogen Der Aufmacher. 
Jøder og muslimer har flere gange kritiseret Axel Springer for åbent at støtte Israel. 
Efter at have fokuseret på printmedier siden etableringen gik Axel Springer i 1984 ind i tv-branchen gennem et medejerskab af Sat.1. Siden 1990'erne har man desuden ekspanderet uden for Tyskland. I 1986 etablerede Axel Springer sin egen journalistuddannelse.Ved valget i 2005 skilte koncernen sig ud fra andre tyske bladhuse ved at nægte at bringe annoncer for socialistpartiet Die Linke.

## Politisk grundholdning
Axel Springer forfattede i 1967 koncernens politiske grundholdning, der er baseret på følgende liberale principper:
- Frihed, lov og orden skal opretholdes i Tyskland, der tilhører Vesten, ligesom landet skal bidrage til at skabe et forenet Europa.
- Det venskabelige forhold mellem jøder og tyskere skal genoprettes, ligesom staten Israels grundlæggende rettigheder skal understøttes.
- Den transatlantiske alliance skal styrkes, blandt andet gennem solidaritet med USA, der har fælles værdier med alle frie nationer.
- Støtte til den frie sociale markedsøkonomi.

## Udgivelser

### Dagblade
- Bild og Bild am Sonntag)
- Die Welt, Welt am Sonntag og Welt kompakt
- Hamburger Abendblatt
- Berliner Morgenpost
- B.Z. og B.Z. am Sonntag

### Tidskrifter
- Hörzu
- TV digital
- Bildwoche, Funk Uhr og TVneu
- Sportbild
- Auto Bild
- Bild der Frau
- Frau von heute
- Computerbild